# Grypozaury
Grypozaury (Gryposaurini) to jedno z plemion podrodziny hadrozaurów (Hadrosaurinae). Dinozaury z tego plemienia osiągały około 8,5 metra długości.
Hadrozaury żywiły się roślinami i prawdopodobnie żyły w stadach.

## Klasyfikacja
- Nadrząd – Dinozaury
  - Rząd – Dinozaury ptasiomiedniczne
    - Podrząd – Cerapody
      - Infrarząd – Ornitopody
        - Rodzina – Hadrozaury
          - Podrodzina – Hadrozaury (podrodzina)
            - Plemię – Grypozaury
              - Rodzaj – Hadrozaur
              - Rodzaj – Grypozaur
              - Rodzaj – Kritozaur
              - Rodzaj – Aralozaur

## Rodzaje
Do Grypozaurów należą:
- hadrozaur
- grypozaur
- kritozaur
- aralozaur